# Venezuela en los Juegos Olímpicos de Londres 1948
El debut Olímpico de Venezuela tuvo lugar en Londres 1948. En aquella ocasión el único participante fue el ciclista Julio César León. Desde entonces, el país ha enviado delegaciones de manera ininterrumpida a todas las ediciones siguientes, con lo que registra 18 participaciones.

## Atletas
La siguiente tabla muestra el número de atletas en cada disciplina:
| Deporte  | Hombres | Mujeres | Total |
| -------- | ------- | ------- | ----- |
| Ciclismo | 1       | 0       | 1     |

## Ciclismo
Las competencias de ruta tuvieron lugar en el Gran Parque de Windsor y las de pista en el velódromo Herne Hill.

### Ciclismo en pista
Velocidad
| Atleta           | Evento                     | Primera ronda      | Respesca               | Segunda ronda      | Cuartos de final   | Semifinales        | Final              |
| Atleta           | Evento                     | Oponente Resultado | Oponente Resultado     | Oponente Resultado | Oponente Resultado | Oponente Resultado | Oponente Resultado |
| ---------------- | -------------------------- | ------------------ | ---------------------- | ------------------ | ------------------ | ------------------ | ------------------ |
| Julio César León | 1000 m velocidad masculino | Cortoni (ARG) P    | Gonsalves (TRI) V 12.6 | Ghella (ITA) P     | No avanzó          | No avanzó          | No avanzó          |

### Ciclismo contrarreloj
| Atleta           | Evento                        | Tiempo | Lugar |
| ---------------- | ----------------------------- | ------ | ----- |
| Julio César León | 1000 m Contrarreloj masculino | 1:18.1 | 14    |